# Vlag van Harlingen

Vlag van Harlingen

De vlag van Harlingen was vroeger de stadsvlag en is tegenwoordig de gemeentevlag van Harlingen in de Nederlandse provincie Friesland. Op 10 maart 1857 werd deze vlag gemeld als vlag die op zee door schepen met Harlingen als thuishaven werd gevoerd. De vlag kan als volgt worden omschreven:
Drie banen van blauw en geel, waarvan de hoogten zich verhouden als 1:6:1, met op het midden een blauwe cirkel ter breedte van de breedte van een blauwe baan, met daarbinnen de stukken van het gemeentewapen.

## Geschiedenis
De Harlinger vlag is, net als het wapen van Harlingen, eeuwenoud. Er is geen exact jaar aan te wijzen waarin de stad de vlag toegewezen kreeg of deze zelf 'ontwierp'. Naar alle waarschijnlijkheid heeft de vlag geleidelijk zijn huidige vorm gekregen. In 1695 staat in de Nieuw Hollandsche Scheepsbouw van Carel Allard, een afbeelding van de vlag van Harlingen. 
In 1708 beschrijft de Dokkumer Gerrit Hesman een vlag bestaande uit drie banen die heel anders van kleur zijn: rood, wit en geel zonder blauwe zoom of wapen. In 1719 beschrijft een zekere David Mortier uit Amsterdam de Harlinger vlag: De gele middelbaan met in het midden het wapen, beslaat 6/8ste van de breedte en de blauwe banen onder en boven elk 1/8ste.

## Verwante afbeeldingen

Het wapen van Harlingen

In 1783 tekent de Brit Bowles de vlag van Harlingen als volgt op een vlaggenkaart voor gebruik op zee:

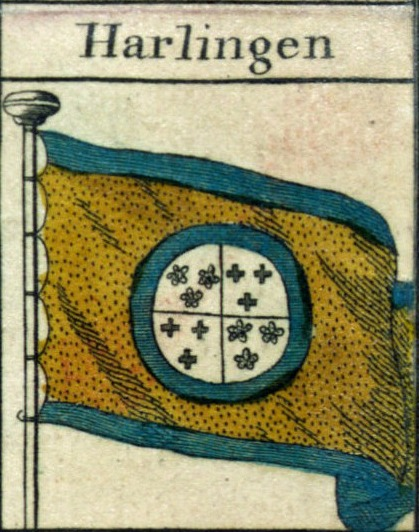
De vlag van Harlingen volgens Bowles (1783)